# Grinduga
Grinduga este o arie protejată (arie specială de conservare — SAC, sit de importanță comunitară — SCI) din Suedia întinsă pe o suprafață de 29,8 ha, integral pe uscat.

## Localizare
Centrul sitului Grinduga este situat la coordonatele 60°38′16″N 17°18′05″E / 60.6377°N 17.3014°E.

## Înființare
Situl Grinduga a fost declarat sit de importanță comunitară în ianuarie 2002 pentru a proteja 1 specie de plante și 1 specie de animale. Situl a fost protejat și ca arie specială de conservare în martie 2011.

## Biodiversitate
Situată în ecoregiunea boreală, aria protejată conține 6 habitate naturale: Fânețe de joasă altitudine (Alopecurus pratensis, Sanguisorba officinalis), Păduri caducifoliate de mlaștină fino-scandinave, Pajiști fino-scandinave uscate până la mezice, bogate în specii de altitudine mică, Taiga vestică, Păduri fino-scandinave bogate în ierburi cu Picea abies, Mlaștini alcaline.
La baza desemnării sitului se află mai multe specii protejate:
- plante (1): moșișoare (Liparis loeselii)
- nevertebrate (1): Vertigo geyeri